# Trgovanje z maržo
Trgovanje z maržo - izvajanje špekulativnih trgovinskih operacij z uporabo denarja in / ali blaga, ki se trgovcu zagotovi na kredit proti zavarovanju dogovorjenega zneska - marže. Marža se od preprostega posojila razlikuje po tem, da je znesek prejetega denarja običajno nekajkrat višji od zneska zavarovanja (marže).
Na primer, za podelitev pravice do sklenitve pogodbe o nakupu ali prodaji 100 tisoč evrov za ameriške dolarje posrednik običajno zahteva ne več kot 2 tisoč dolarjev zavarovanja. Trgovanje z maržo omogoča trgovcu, da poveča obseg transakcij z enakim kapitalom. Trgovci, ki igrajo na naraščajočem tečaju, se imenujejo "biki", trgovci, ki igrajo na padajočem tečaju, torej tisti, ki izvajajo prodaje brez zavarovanja, pa se imenujejo "medvedi".

## Tveganja
Široka uporaba maržnega trgovanja povečuje število in količino transakcij na trgu. To vodi do povečanja stopnje spremembe rezultata trgovalne operacije, do povečanja tveganj. Povečanje obsega transakcij vpliva na naravo trga. Veliko kaotičnih majhnih transakcij poveča likvidnost trga, ga stabilizira, in če se transakcije odvijajo enosmerno, lahko znatno povečajo nihanja cen.
Uporaba finančnega vzvoda lahko vodi do zelo hitrega obogatenja in hitre izgube kapitala. Po statističnih podatkih 76 % računov zasebnih vlagateljev izgubi denar pri trgovanju z finančnimm vzvodom. Zato morate za iskanje optimalne vrednosti uporabljenega finančnega vzvoda biti pozorni na povprečno volatilnost kotacij instrumenta, s katerim se trguje. Večja je volatilnost, večja je verjetnost, da lahko uporaba velikega finančnega vzvoda povzroči znatne izgube tudi zaradi naključnih tržnih nihanj.